# اوبد انکامبادیو
اوبد انکامبادیو (انگلیسی: Obed Nkambadio؛ زادهٔ ۷ فوریهٔ ۲۰۰۳) بازیکن فوتبال اهل فرانسه است.
وی همچنین در تیم‌های ملی فوتبال زیر ۱۷ سال فرانسه، زیر ۲۰ سال فرانسه، و زیر ۲۳ سال فرانسه بازی کرده است.
وی در مسابقات کشوری و بین‌المللی در مجموع برندهٔ ۱ مدال نقره شده است.